# دي. بينيت مازور
دي. بينيت مازور هو سياسي أمريكي، ولد في 14 ديسمبر 1924 في نيويورك في الولايات المتحدة، وتوفي في 11 أكتوبر 1994 في تينيك في الولايات المتحدة. نشط حزبياً في الحزب الديمقراطي. وقد انتخب مجلس مقاطعة بيرغن للحرفيين المختارين ‏ وانتخب عضو جمعية نيوجيرسي العامة ‏.